# Hemidactylus ansorgii
Espèce
Hemidactylus ansorgii est une espèce de geckos de la famille des Gekkonidae.

## Répartition
Cette espèce se rencontre au Liberia, en Côte d'Ivoire, au Ghana, au Togo, au Bénin, au Nigeria et au Cameroun.

## Description
Ce gecko est insectivore.

## Étymologie
Cette espèce est nommée en l'honneur de William John Ansorge (1850–1913).

## Publication originale
- Boulenger, 1901 : Description of a new gecko from the Niger Delta. Annals and Magazine of Natural History, sér. 7, vol. 7, p. 204 (texte intégral).